# Salvador Belzunces
Salvador Belzunces Rico (Avilés, Asturias, 8 de enero de 1958-Avilés, 27 de abril de 2025) fue un copiloto español de rally.

## Trayectoria deportiva
Belzunces debutó en competición en 1989 en el Campeonato de España de Rallyes de Tierra. Durante la década de 1990 formó pareja con el piloto Daniel Alonso, con quien conquistó tres títulos consecutivos de campeón de España de copilotos en la categoría Grupo N (1991, 1992 y 1993). En 1996 lograron la victoria en el Rally Príncipe de Asturias y el subcampeonato nacional de copilotos en asfalto. En 1999 obtuvo el campeonato absoluto de copilotos en el Campeonato de España de Rally.
Belzunces fue copiloto oficial del equipo Ford en 1997 y 1998, y posteriormente del Ford Junior Team junto a Roberto Méndez en 2002 y 2003. En la década de 2010 integró el equipo oficial Opel Motorsport Spain junto al piloto Ángel Paniceres, hasta que en 2015 se apartó temporalmente de la competición por problemas de salud.
A lo largo de su carrera también compitió con pilotos como Alberto Hevia, Óscar Palacio y Alberto Sansegundo. Con este último desempeñó labores de coche cero en rallyes nacionales, siendo su última participación en el Rally Sierra Morena en abril de 2025.

## Palmarés
- Campeón de España de Rallyes de Tierra, categoría Grupo N (copiloto): 1991, 1992, 1993 (con Daniel Alonso)
- Campeón de España de Rallyes de Asfalto (copiloto): 1999 (con Daniel Alonso)
- Ganador del Rally Príncipe de Asturias: 1996 (con Daniel Alonso)
- Subcampeón de España de copilotos de asfalto: 1996

## Reconocimientos y legado
Tras su fallecimiento, la comunidad del rally español lo recordó como "una auténtica institución y referencia para los copilotos", destacando su legado de conocimiento y dedicación al deporte.

## Fallecimiento
Belzunces falleció el 27 de abril de 2025 en Avilés, a los 67 años de edad.